# USS Tingey (DD-272)
USS Tingey (DD-272) là một tàu khu trục lớp Clemson được Hải quân Hoa Kỳ chế tạo vào cuối Chiến tranh Thế giới thứ nhất. Nó là chiếc tàu chiến thứ hai của Hải quân Hoa Kỳ được đặt theo tên Thiếu tướng Hải quân Thomas Tingey (1750-1829), người tham gia cuộc Chiến tranh Cách mạng Hoa Kỳ. Tingey ngừng hoạt động năm 1922 và bị tháo dỡ năm 1936 nhằm tuân thủ quy định hạn chế vũ trang của Hiệp ước Hải quân London thứ hai.

## Thiết kế và chế tạo
Tingey được đặt lườn vào ngày 8 tháng 8 năm 1918 tại xưởng tàu Squantum Victory Yard của hãng Bethlehem Shipbuilding Corporation ở Squantum, Massachusetts. Nó được hạ thủy vào ngày 24 tháng 4 năm 1919, được đỡ đầu bởi cô Mary Velora Arringdale; và được đưa ra hoạt động vào ngày 25 tháng 7 năm 1919 dưới quyền chỉ huy của Hạm trưởng, Trung tá Hải quân Alfred W. Brown.

## Lịch sử hoạt động
Sau khi được trang bị, Tingey lên đường đi sang vùng bờ Tây để gia nhập Đội khu trục 31 thuộc Hải đội 2, Chi hạm đội 10 tại San Diego, California vào cuối tháng 12. Trong hai năm rưỡi tiếp theo, nó hoạt động ngoài khơi San Diego cùng Hạm đội Thái Bình Dương, hầu hết trong thời gian đó chỉ với một nửa biên chế nhân sự thông thường. Cho dù vẫn tham gia các hoạt động tuần tra dọc theo bờ Tây của Mexico, nó vẫn ở trong tình trạng bán-dự bị suốt thời gian được biên chế ngắn ngủi. Vào năm 1921, nó được điều động sang Đội khu trục 29 thuộc Hải đội 10.
Tingey được cho xuất biên chế vào ngày 24 tháng 5 năm 1922, neo đậu trong thành phần Hạm đội Dự bị tại San Diego. Sau 14 năm bỏ không, tên của nó được cho rút khỏi danh sách Đăng bị Hải quân vào ngày 19 tháng 5 năm 1936, và lườn tàu bị bán cho hãng Schiavone Bonomo Corporation ở thành phố New York vào ngày 29 tháng 9 năm 1936 để tháo dỡ. Công việc tháo dỡ được tiến hành từ tháng 12 năm đó.